# Paniek van 1837

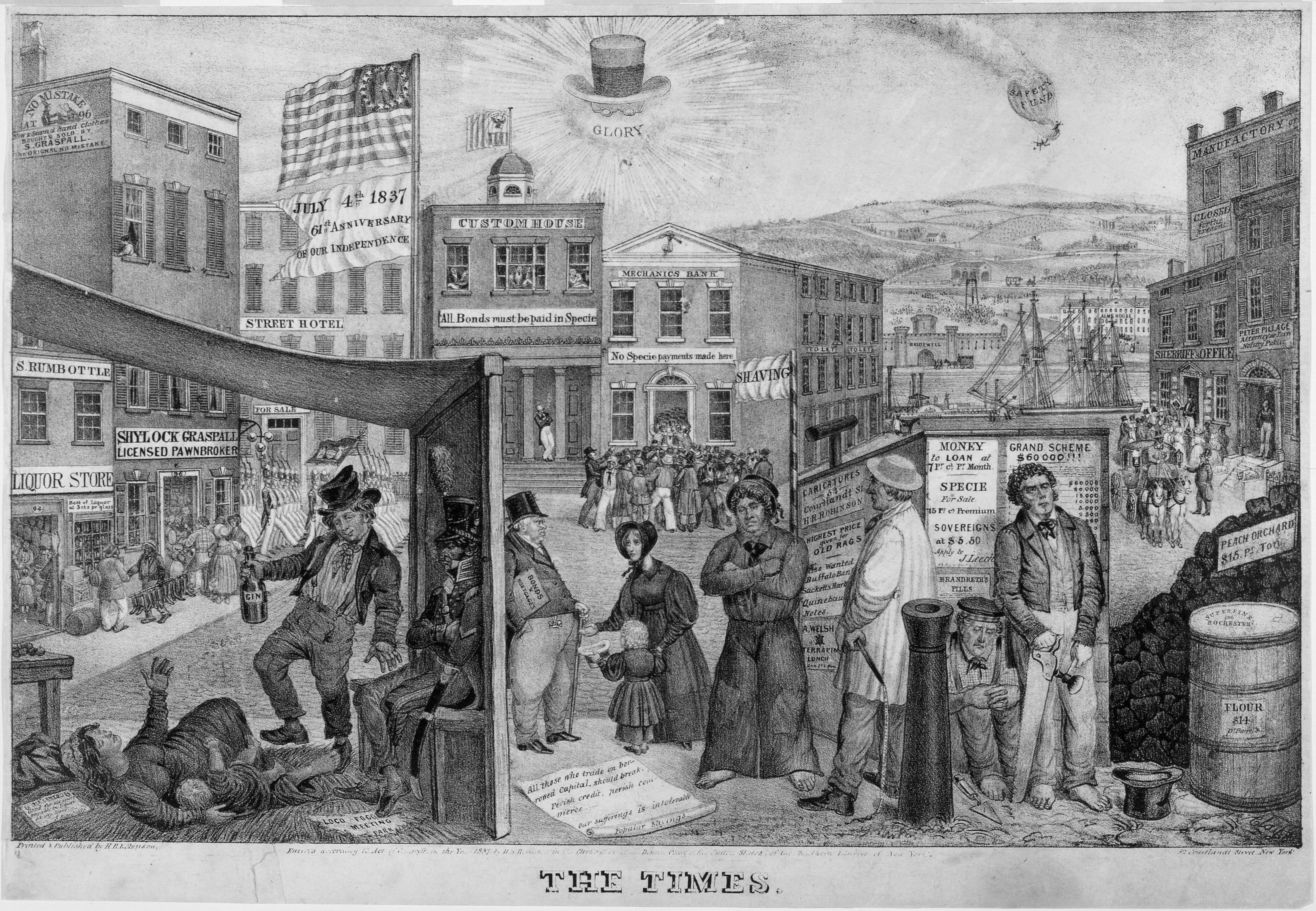
Een prent uit 1837 over de situatie indertijd.

De paniek van 1837 (Engels: Panic of 1837) was een paniek in de Verenigde Staten veroorzaakt door een speculatieve koorts. De zeepbel spatte uiteen op 10 mei 1837 in New York toen alle banken hun betaling in valuta (gouden en zilveren munten) stopten. De paniek werd gevolgd door een periode van vijf jaar van depressie, het omvallen van banken en hoge werkloosheid.

## Oorzaken
Verklaarde oorzaken zijn het economisch beleid van president Andrew Jackson die per decreet de valuta circulaire in werking stelde en weigerde het Handvest van de tweede bank van de Verenigde Staten te verlengen, wat resulteerde in de terugtrekking van overheidsgeld in de bank. Martin Van Buren die vijf weken voor de paniek president werd in maart 1837 kreeg de schuld van de paniek.
Zijn weigering om regeringsmaatregelen te nemen om de economie te beïnvloeden zou door sommigen hebben bijgedragen aan de schade en de duur van de paniek. De eerste interventie van de regering in de markt was per ongeluk een deel van de oorzaak van de problemen, en verdere interventie zou misschien wel of misschien niet nuttig zijn geweest. De Jacksonian Democraten verweten de banken onverantwoordelijkheid, zowel bij financiering alswel ongebreidelde speculatie en de invoering van papiergeld inflatie. Dit werd veroorzaakt doordat de banken buitensporig papiergeld uitgaven (zonder onderliggende waarde), wat leidt tot inflatie.

## Effecten en nasleep
Binnen twee maanden na de mislukkingen in New York was er een verlies van bijna $ 100.000.000 in waarde. "Van de 850 banken in de Verenigde Staten, werden 343 geheel gesloten, 62 kwamen gedeeltelijk in moeilijkheden, en het systeem van banken was onherstelbaar aangetast." De publicerende industrie werd bijzonder geraakt door de daaropvolgende depressie.
Volgens de meeste bronnen herstelde de economie niet tot 1843. De meeste economen zijn het er wel over eens dat er sprake was van een kort herstel van 1838 tot 1839, dat eindigde toen de Bank of England en de Nederlandse schuldeisers hun rente verhoogden. Economisch historicus Peter Temin heeft aangevoerd dat, wanneer gecorrigeerd voor deflatie, de economie toch groeide na 1838. Volgens econoom en historicus Murray Rothbard zou tussen 1839 en 1843 de reële consumptie met 21 procent en het reële bruto nationaal product met 16 procent gestegen zijn, ondanks het feit dat de reële investeringen daalden met 23 procent en de geldhoeveelheid met 34 procent kromp. Blijkbaar was de economie in staat om te groeien als gevolg van prijsflexibiliteit, minimale vakbondscontrole en het uitblijven van overheidsinterventies.